# Héctor Hurtado
Héctor Hugo Hurtado Salazar (Cáli, 21 de setembro de 1975) é um futebolista colombiano que atua como meia. Atualmente, joga pelo Club Deportivo Universidad César Vallejo.
Começou a carreira no América de Cáli e jogou no Brasil pelo Internacional. Foi um dos artilheiro da Copa Merconorte de 1998 com quatro gols.